# Уршани (Валча)
Уршани (рум. Urșani) насеље је у Румунији у округу Валча у општини Хорезу. Oпштина се налази на надморској висини од 576 m.

## Становништво
Према подацима из 2002. године у насељу је живело 474 становника, од којих су сви румунске националности.